# جائزة بريطانيا الكبرى للدراجات النارية 1979
جائزة بريطانيا الكبرى للدراجات النارية 1979 هو سباق دراجات نارية أقيم بتاريخ 12 أغسطس 1979 في حلبة سلفرستون. كان الجولة الحادية عشر من أصل 13 في سباق الجائزة الكبرى للدراجات النارية موسم 1979. فاز الأمريكي كيني روبرتس بفئة 500 سي سي بينما جاء البريطاني باري شين في المركز الثاني.

## وصلات خارجية
- الموقع الرسمي